# کورودا هیده‌ئو
کورودا هیده‌ئو (به ژاپنی: 黒田 日出男 くろだ ひでお) متولد ۹ ژانویه ۱۹۴۳-، مورخ ژاپنی. استاد ممتاز دانشگاه توکیو. متخصص در تاریخ قرون وسطی ژاپن (تئوری نقاشی تاریخی، شمایل نگاری تاریخی) بود. او به عنوان مدیر مؤسسه تاریخ‌نگاری دانشگاه توکیو، استاد گروه تاریخ، دانشکده ادبیات، دانشگاه ریشو و مدیر موزه تاریخ استان گونما  خدمت کرده است.